# ميخائيل وينر
ميخائيل وينر (بالإنجليزية: Michael Weiner)‏ هو محامي أمريكي، ولد في 21 ديسمبر 1961 في باترسون في الولايات المتحدة، وتوفي في 21 نوفمبر 2013 في Mansfield Township, Warren County, New Jersey ‏ في الولايات المتحدة.